# Sererové
Sererové (Serer people) jsou západoafrickou etnickou skupinou. Jsou třetí nejpočetnější etnickou skupinou v Senegalu, kde tvoří 15% populace. Žijí také v severní Gambii a jižní Mauretánii.
V průběhu 20. století přijala většina Sererů – uvádí se kolem 85 % – islám. Menšina Sererů přijala křesťanství a další menšina zůstala u původní sererské víry nazývané Fat Roog (Cesta Božství). Mezi Serery není nijak výjimečná vícečetná náboženská identita, kdy se formálně hlásí (povětšinou) k islámu a zároveň ctí náboženství svých předků. V moderní sererské společnosti se stále tradují staré mytologické písně a básně, hojně se obětuje předkům i duchům, ve společnosti zůstávají důležité iniciační obřady a úcta k léčitelům.
V dřívějších dobách bylo běžné mumifikování zemřelých, zejména náčelníků či jinak významných jedinců; ti nejvýznamnější byli rovněž pohřbíváni v pyramidových hrobkách. Na území Sererů v současném Senegalu byly v minulosti vztyčovány kamenné menhiry, většinou vystavěné v kruzích, které jsou dodnes v Senegalu k vidění, například ve známé lokalitě Sine Saloum. Ty jsou ovšem pozůstatkem společnosti, která oblast obývala před Serery. Hroby objevené u těchto megalitů jsou datovány do 9. až 2. stol. př. n. l.
Sererové dodnes pořádají náboženský festival Raan, který se tradičně koná ve vesnici Tukar. V tradičním sererském náboženství je dnem odpočinku pondělí, kdy se nesmí konat kulturní či společenské aktivity jako jsou svatby nebo rozličné oslavy. Jedním z nejdůležitějších náboženských symbolů sererského náboženství je pěticípá hvězda Yoonir symbolizující Sirius.